# St.-Alexius-Krankenhaus

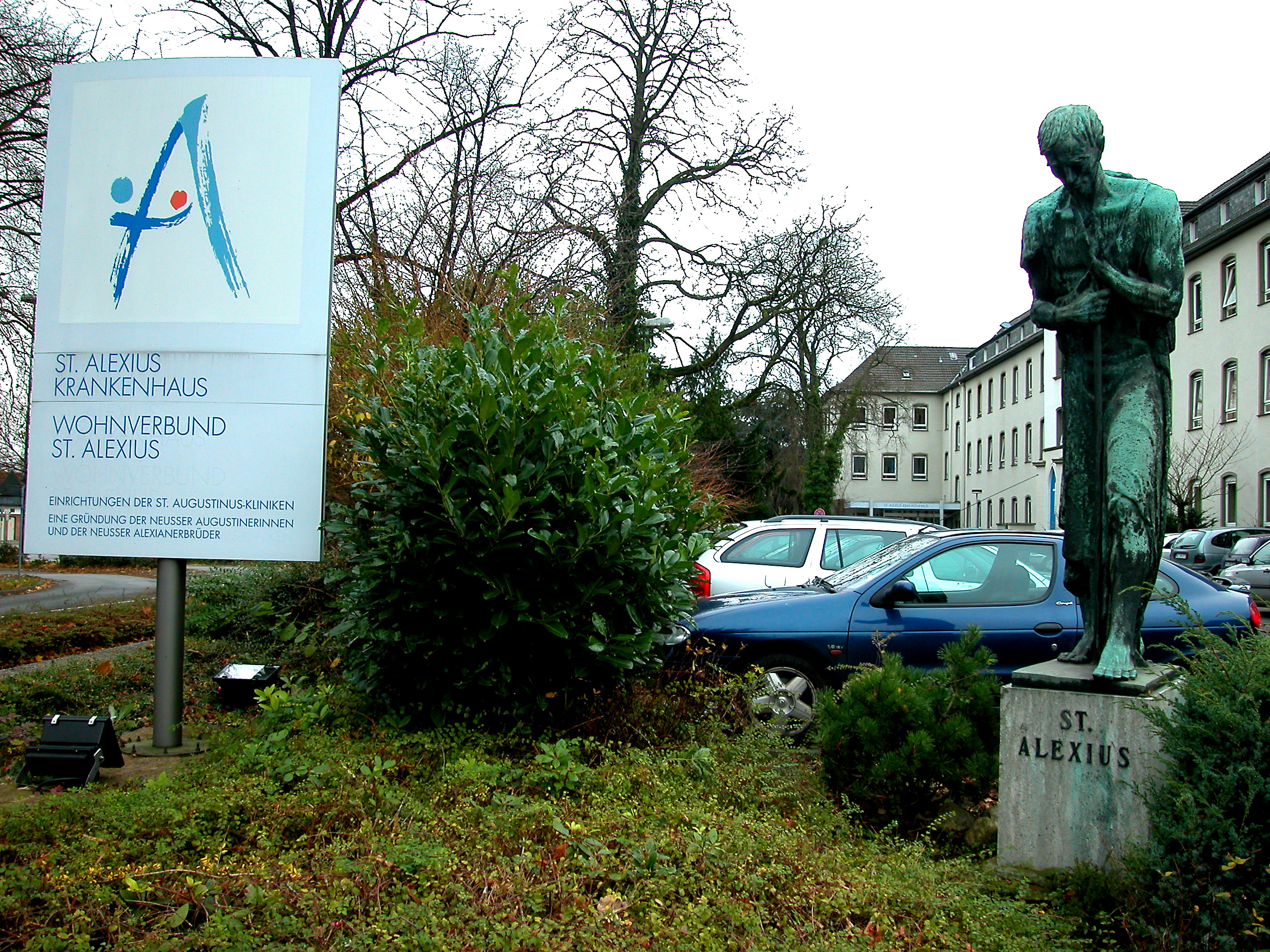

Das St.-Alexius-Krankenhaus ist ein ehemaliges Krankenhaus am Alexianerplatz 1 im Augustinusviertel in Neuss. Träger waren die Neusser Alexianer.

## Geschichte
Das Haus wurde 1868/69 errichtet.
Ein späterer Schwerpunkt des Hauses war die Psychiatrie. Zusammen mit dem St.-Josef-Hospital wurde es 2004 unter dem Dach der St. Augustinus-Kliniken zusammengeführt. 2010 erfolgte der Beschluss des Trägers, nur noch einen Standort weiter zu betreiben, nämlich das St. Josef-Hospital.
2012 war eine Umwandlung des leerstehenden Hauses in ein Flüchtlingsheim im Gespräch. 2012 wurde das Gelände des Krankenhauses für die Stadtplanung ausgeschrieben. Prämiert wurden Wick & Partner aus Stuttgart. 2014 wurde der Bebauungsplan zur Bürgerbeteiligung ausgelegt.

## Persönlichkeiten
- Walter Creutz, ehemaliger psychiatrischer Dezernent des Provinzialverbands der Rheinprovinz.